# Marie d'Antioche (1215-1257)
Pour les articles homonymes, voir Marie d'Antioche.
Marie d'Antioche, née en 1215, fut dame de Toron de 1229 à sa mort. Elle était fille de Raymond-Roupen, prince d'Antioche et d'Héloïse de Lusignan.
Le dernier seigneur de Toron avait été Onfroy IV, le frère d'une de ses bisaïeules, aussi devint-elle dame de Toron quand l'empereur Frédéric II, à la fin de la sixième croisade, négocia la restitution de terres conquises par Saladin.

## Mariage et descendance
Elle épousa en 1240 Philippe de Montfort, anciennement seigneur de Castres, et eut :
- Jean de Montfort (♰ 1283), seigneur de Toron et de Tyr
- Onfroy de Montfort (♰ 1284), seigneur de Beyrouth et de Tyr
- Alix, vivante en 1282 et en 1295
- Helvis, vivante en 1282 et en 1295

Arrière-petite-fille de Roupen III, prince d'Arménie, à qui avait succédé son frère Léon II le Grand, Marie d'Antioche avait en outre des droits sur le royaume d'Arménie, et tenta de les faire valoir en 1248, mais en vain.

## Sources
- http://fmg.ac/Projects/MedLands/JERUSALEM%20NOBILITY.htm
- http://generoyer.free.fr/H-PhilippedeMONTFORT.htm